# Благородні гази
| H  |    |    |    |    |    |    |    |    |    |    |    |    |    |    |    |    | He |  |
| Li | Be |    |    |    |    |    |    |    |    |    |    | B  | C  | N  | O  | F  | Ne |  |
| Na | Mg |    |    |    |    |    |    |    |    |    |    | Al | Si | P  | S  | Cl | Ar |  |
| K  | Ca | Sc | Ti | V  | Cr | Mn | Fe | Co | Ni | Cu | Zn | Ga | Ge | As | Se | Br | Kr |  |
| Rb | Sr | Y  | Zr | Nb | Mo | Tc | Ru | Rh | Pd | Ag | Cd | In | Sn | Sb | Te | I  | Xe |  |
| Cs | Ba | *  | Hf | Ta | W  | Re | Os | Ir | Pt | Au | Hg | Tl | Pb | Bi | Po | At | Rn |  |
| Fr | Ra | ** | Rf | Db | Sg | Bh | Hs | Mt | Ds | Rg | Cn | Nh | Fl | Mc | Lv | Ts | Og |  |
| -- | -- | -- | -- | -- | -- | -- | -- | -- | -- | -- | -- | -- | -- | -- | -- | -- | -- |  |
|    |    |    |    |    |    |    |    |    |    |    |    |    |    |    |    |    |    |  |
|    |    | *  | La | Ce | Pr | Nd | Pm | Sm | Eu | Gd | Tb | Dy | Ho | Er | Tm | Yb | Lu |  |
|    |    | ** | Ac | Th | Pa | U  | Np | Pu | Am | Cm | Bk | Cf | Es | Fm | Md | No | Lr |  |

| Група 18 періодичної таблиці (Інертні гази) |

Бла́горо́дні га́зи (також іне́ртні або рі́дкісні гази) (англ. noble gases; нім. Edelgase, Inertgase) — хімічні елементи VIII групи головної підгрупи періодичної системи елементів, або за новою номенклатурою IUPAC групи 18 періодичної таблиці, які мають схожі властивості та за нормальних умов є одноатомними газами без кольору, запаху та смаку з дуже низькою хімічною реактивністю, котра зумовлена наявністю у атомів стійкої зовнішньої електронної оболонки, де у неї знаходиться 2 електрони та у решти інертних газів по 8. До благородних газів відносяться гелій (Не), неон (Ne), аргон (Ar), криптон (Kr), ксенон (Хе) та радіоактивний радон (Rn). Останнім часом до цієї групи також зараховують оганесон.
У невеликих кількостях присутні в природних горючих газах.
Частина інертних газів має космогенне походження. У земних умовах інертні гази також продовжують утворюватися під час ядерних процесів.

## Історія
У 1785 році Генрі Кавендіш, англійський хімік і фізик, виявив, що повітря містить невелику частку (трохи менше 1 відсотка) речовини, хімічно менш активною, ніж азот. Століттям пізніше лорд Релей, англійський фізик, виділив з повітря газ, який він вважав чистим азотом, але виявив, що він щільніший за азот, отриманий шляхом виділення його з його сполук. Він міркував, що його повітряний азот повинен містити невелику кількість щільнішого газу. У 1894 році сер Вільям Ремзі, шотландський хімік, співпрацював з Релеєм у виділенні цього газу, який виявився новим елементом — аргоном.

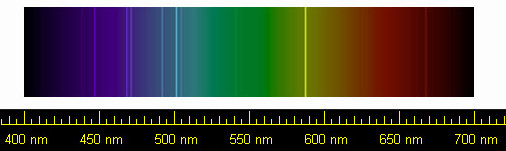
Гелій відкритий аналізом спектральних ліній Сонця

Назва «Благородний газ» перекладається з німецького іменника Edelgas, який вперше використав у 1898 році Гуго Ердман, щоб вказати на їх надзвичайно низький рівень реакційної здатності. Назва проводить аналогію з терміном «благородні метали», які також мають низьку реакційну здатність. Благородні гази ще називають інертними газами, але ця назва застаріла, оскільки зараз відомо багато сполук благородних газів. Рідкісні гази — ще один термін, який раніше використовувався, але він теж неточний, оскільки аргон утворює досить значну частину (0,94 % за об'ємом, 1,3 % за масою) атмосфери Землі через розпад радіоактивного калію-40.

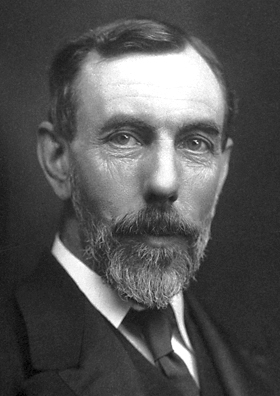
Вільям Ремзі

П'єр Жанссен і Джозеф Норман Лок'єр відкрили новий елемент 18 серпня 1868 року, спостерігаючи за хромосферою Сонця, і назвали його гелієм за грецьким словом назви Сонця, ἥλιος (hḗlios). У той час хімічний аналіз був неможливий, але пізніше було виявлено, що гелій є благородним газом. Раніше, у 1784 році, англійський хімік і фізик Генрі Кавендіш виявив, що повітря містить невелику частку речовини, менш реакційноздатної, ніж азот. Через століття, у 1895 році, лорд Релей виявив, що зразки азоту з повітря мають іншу щільність, ніж азот, отриманий у результаті хімічних реакцій. Разом із шотландським вченим Вільям Ремзі з Університетського коледжу Лондона лорд Релей висунув теорію, згідно з якою азот, витягнутий з повітря, змішувався з іншим газом, що призвело до експерименту, який успішно виділив новий елемент, аргон, від грецького слова ἀργός (argós, «простий» " або «ледачий»). З цим відкриттям вони зрозуміли, що цілий клас газів відсутній у періодичній таблиці. Під час пошуків аргону Рамзаю також вдалося вперше виділити гелій під час нагрівання мінералу клевеїту. Ремзі продовжив пошуки цих газів, використовуючи метод фракційної дистиляції для розділення рідкого повітря на кілька компонентів. У 1898 році він відкрив елементи криптон, неон і ксенон і назвав їх відповідно грецькими словами κρυπτός (kryptós, «прихований»), νέος (néos, «новий») і ξένος (ksénos, «чужий»). Радон був вперше ідентифікований у 1898 році Фрідріхом Ернстом Дорном і був названий еманацією радію, але не вважався благородним газом до 1904 року, коли його характеристики були виявлені подібними до характеристик інших благородних газів . Релей і Рамзі отримали Нобелівські премії з фізики та хімії 1904 року відповідно за відкриття благородних газів за словами Дж. Е. Седерблома, тодішнього президента Шведської королівської академії наук, «відкриття абсолютно нової групи елементів, жоден представник якої не був точно відомий, є чимось абсолютно унікальним в історії хімії, будучи за своєю суттю досягненням особливого значення у науці». Відкриття благородних газів допомогло у розвитку загального розуміння будови атома. У 1895 році французький хімік Анрі Муассан спробував провести реакцію між фтором, найбільш електронегативним елементом, і аргоном — одним із благородних газів, але зазнав невдачі. Вченим не вдалося отримати сполуки аргону до кінця ХХ століття, але ці спроби допомогли розробити нові теорії будови атома. На основі цих експериментів данський фізик Нільс Бор у 1913 році припустив, що електрони в атомах розташовані в оболонках, які оточують ядро, і що для всіх благородних газів, крім гелію, зовнішня оболонка завжди містить вісім електронів. У 1916 році Гілберт Ньютон Льюїс сформулював правило октету, згідно з яким октет електронів у зовнішній оболонці є найбільш стабільним розташуванням для будь-якого атома; таке розташування призвело до того, що вони не реагували з іншими елементами, оскільки їм не потрібні були електрони для завершення зовнішньої оболонки. У 1962 році Ніл Бартлетт відкрив першу хімічну сполуку благородного газу, гексафторплатинат ксенону. Незабаром після цього були відкриті сполуки інших благородних газів: у 1962 році для радону — дифторид радону (RnF2), який був ідентифікований за допомогою методів радіоіндикаторів і у 1963 році для криптону, дифториду криптону (KrF2). Про першу стабільну сполуку аргону було повідомлено в 2000 році, коли фтористий аргон (HArF) утворився при температурі 40 К (-233,2 °C; -387,7 °F).
У жовтні 2006 року вчені з Об'єднаного інституту ядерних досліджень і Ліверморської національної лабораторії імені Лоуренса успішно синтетично створили оганессон — сьомий елемент у групі 18, шляхом бомбардування каліфорнію кальцієм.

## Розповсюдження
| Елемент | Сонячна система (Атоми відн. до Si (Si = 1 · 106)) | Атмосфера Землі (Об'єм, ppm) | Земна кора (Маса, ppm) |
| ------- | -------------------------------------------------- | ---------------------------- | ---------------------- |
| He      | 2,21 · 109                                         | 5,24                         | 0,008                  |
| Ne      | 3,44 · 106                                         | 18,18                        | 0,005                  |
| Ar      | 1,172 · 105                                        | 9340                         | 3,5                    |
| Kr      | 46,8                                               | 1,14                         | 0,0001                 |
| Xe      | 5,38                                               | 0,09                         | 3 · 10−5               |
| Rn      |                                                    | 0,06…18 · 10−19              | 4 · 10−13              |

Благородні гази знаходяться в основному в земній атмосфері, але також меншою мірою у земній корі; однак їхні кількості дуже різні. Найпоширенішим є аргон, який становить значну частку всієї атмосфери землі з об'ємною часткою 0,934 % (9340 ppm). Усі інші зустрічаються набагато рідше з рівнями нижче 20 частин на мільйон, тому їх зараховують до слідових газів. Криптон, ксенон і радон є одними з найрідкісніших елементів на землі. Гелій також є компонентом природного газу, де він може становити до 16 % за об'ємом.
Невелика кількість гелію постійно залишає земну атмосферу вилітає у космос через його низьку густину, і на землі постійно утворюються благородні гази, що значною мірою визначає їх кількість, а також їх ізотопне співвідношення. Аргон, особливо ізотоп 40Ar, утворюється в результаті розпаду ізотопу 40K калію. Гелій утворюється при альфа-розпаді важких елементів, таких як уран або торій (альфа-частинки), ксенон при рідкісному спонтанному розпаді урану. Короткоживучий ізотоп радону 222Rn з періодом напіврозпаду 3,8 дня є найпоширенішим і є проміжним у ланцюзі розпаду 238U. Інші, навіть більш короткоживучі, ізотопи також є членами серії розпаду ізотопів урану, торію або нептунію. Завдяки цим процесам розпаду благородні гази також потрапляють у камені. Наприклад, гелій міститься в багатьох уранових рудах, таких як уранініт, а аргон є у базальтах океанічної кори; він виділяється лише тоді, коли навколишня порода плавиться .
Розподіл великої кількості благородних газів у Всесвіті можна значною мірою пояснити шляхами нуклеосинтезу. Чим важчий інертний газ, тим він рідкісніший. Гелій, який утворюється як первинним нуклеосинтезом, так і зоряним нуклеосинтезом з водню, є другим за поширеністю елементом після водню. Неон і аргон також є одними з найпоширеніших елементів у Всесвіті. Криптон і ксенон, які не утворюються в результаті зоряного нуклеосинтезу і утворюються лише в рідкісних подіях, таких як наднові, зустрічаються значно рідше. Завдяки своїй регулярній структурі з парною кількістю протонів, відповідно до закону Гаркінса, благородні гази є більш поширеними, ніж багато подібних важких елементів.

## Отримання
За винятком значної частини гелію та радіоактивних елементів, отримання благородних газів відбувається виключно з повітря. Вони є побічними продуктами виробництва азоту та кисню в процесі Лінде — методу фракційного випаровування зрідженого повітря. У головній ректифікаційній колоні, в якій розділені кисень і азот, різні благородні гази накопичуються в різних точках. Однак їх можна перенести в окрему колонку і там відокремити від усіх інших газів. У той час як аргон можна легко відокремити, і його потрібно лише звільнити від азоту та кисню, проблема гелію та неону, а також криптону та ксенону полягає в тому, що вони спочатку накопичуються разом, а потім їх потрібно розділити. Це можна зробити за допомогою додаткової ректифікаційної колони або шляхом адсорбції газів у відповідних адсорбційних середовищах.
Гелій в основному видобувається з природного газу, принаймні з 1980-х років. Це джерело гелію вперше було виявлено у Сполучених Штатах, пізніше також використовувалося у кількох інших країнах і на заводах, таких як Алжир, фракцію якого зріджують у 40-футових контейнерах і відправляють до Марселя, а отже, до Європи. Його можна відокремити від інших компонентів природного газу шляхом виморожування всіх інших газів, або шляхом проникнення через відповідні мембрани. Потім гелій потрібно звільнити від залишкових газів, що заважають; таких як азот або водень, шляхом адсорбції при зміні тиску, хімічних або кріогенних процесів.
Через короткий період напіврозпаду радон неможливо отримати у великих кількостях. У меншому масштабі радій служить джерелом радону який утворюється, коли радій розпадається і виділяється з відповідного матеріалу. Оганессон можна отримати як штучний елемент із кількох атомів, бомбардуючи, наприклад, каліфорній атомами кальцію.

## Фізичні властивості
За звичайних умов усі благородні гази є одноатомними газами без кольору та запаху. Вони зріджуються і тверднуть лише при дуже низьких температурах, причому чим вища атомна маса, тим вище точки плавлення і кипіння. Температура кипіння гелію становить 4,224 К (−268,926 °C) трохи вище абсолютного нуля, найважчий благородний газ радон кипить при 211,9 K (−61,25 °C).
Особливістю гелію є те, що він єдиний елемент, який не твердне під атмосферним тиском, а також значно вище нього. Натомість при 2,17 К він переходить в особливий агрегатний стан — Надплинність. При цьому рідина втрачає внутрішнє тертя і може, наприклад, наповзати на більш високі стінки судин (ефект Оннеса). Гелій твердне тільки при 0,775 K під тиском вище 25,316 бар. Ці температури й тиск застосовуються лише до звичайного ізотопу 4He; рідкісний другий, легший стабільний ізотоп 3He, навпаки, має значно інші властивості. Він стає надтекучим лише при температурах нижче 2,6·10-3 К. Точки плавлення, кипіння і критичні точки також знаходяться при різних температурах і тисках.
За винятком гелію, який кристалізується в гексагональній сингонії, усі благородні гази мають гранецентровану кубічну кристалічну гратку. Як і очікувалося зі збільшенням атомних радіусів, параметр ґратки a збільшується від неону до радону.
Густина благородних газів також корелює з атомною масою. Після водню, гелій є газом з найменшою густиною. Як єдиний інший благородний газ, неон має нижчу густину, ніж повітря, тоді як аргон, криптон, ксенон і радон важчі. З густиною 9,73 кг/м3 радон має найбільшу густину із відомих газів, які існують.
| Елемент                      | Гелій (3He та 4He)                      | Гелій (3He та 4He)                     | Неон                                  | Аргон                              | Криптон                              | Ксенон                               | Радон                              |
| ---------------------------- | --------------------------------------- | -------------------------------------- | ------------------------------------- | ---------------------------------- | ------------------------------------ | ------------------------------------ | ---------------------------------- |
| Забарвлення газового розряду | Забарвлення газового розряду Гелій      | Забарвлення газового розряду Гелій     | Забарвлення газового розряду Неон     | Забарвлення газового розряду Аргон | Забарвлення газового розряду Криптон | Забарвлення газового розряду Ксенон  | Червоне                            |
| Т° плавлення                 | 0,319 K (29,315 бар)                    | 0,775 K (25,316 бар)                   | 24,57 K                               | 84,0 K                             | 116,2 K                              | 161,4 K                              | бл. 202 K                          |
| Т° кипіння (1013 гПа)        | 3,1905 K                                | 4,224 K                                | 27,09 K                               | 87,295 K                           | 119,79 K                             | 165,03 K                             | 211 K                              |
| Критична точка               | - 3,3093 K - 1,1459 бар - 0,04119 г/см3 | - 5,2014 K - 2,275 бар - 0,06945 г/см3 | - 44,448 K - 26,60 бар - 0,4835 г/см3 | - 150,7 K - 48,7 бар - 0,535 г/см3 | - 209,40 K - 55,1 бар - 0,909 г/см3  | - 289,777 K - 58,8 бар - 1,105 г/см3 | - 377,5 K - 63,2 бар - 1,528 г/см3 |
| Потрійна точка               | немає даних                             | немає даних                            | - 24,54 K - 433,0 мбар                | - 83,798 K - 688,92 мбар           | - 115,96 K - 732 мбар                | - 161,35 K - 816 мбар                | - ca. 202 K                        |
| Густина (0 °C, 1013 гПа)     | 0,13448 кг/м3                           | 0,17847 кг/м3                          | 0,9000 кг/м3                          | 1,7839 кг/м3                       | 3,7493 кг/м3                         | 5,8971 кг/м3                         | 9,73 кг/м3                         |
| Структура                    | Кристалічна структура Гелію             | Кристалічна структура Гелію            | Кристалічна структура Неону           | Кристалічна структура Аргону       | Кристалічна структура Криптону       | Кристалічна структура Ксенону        | Кристалічна структура Радону       |
| Сингонія                     | гексагональна                           | гексагональна                          | кубічна                               | кубічна                            | кубічна                              | кубічна                              | кубічна                            |
| Параметри ґратки             | - a = 3,531 Å - c = 5,693 Å             | - a = 3,531 Å - c = 5,693 Å            | a = 4,43 Å                            | a = 5,26 Å                         | a = 5,72 Å                           | a = 6,20 Å                           | a = 6,55 Å (розраховано)           |

## Хімічні властивості
Інертні гази відрізняються хімічною неактивністю (звідси і назва). Проте, в 1962 році Ніл Барлетт показав, що усі вони за певних умов можуть утворювати сполуки (особливо охоче з флуором). «Найінертніші» неон і гелій: щоб змусити їх вступити в реакцію, треба застосувати багато енергії, штучно іонізуючи кожен атом. Аргон можна профторувати за жорстких умов у дифторид. Ксенон же, навпаки, занадто активний (для інертних газів) і реагує навіть за нормальних умов, демонструючи мало не усі можливі міри окислення (+1, +2, +4, +6, +8). Радон теж має високу хімічну активність, але він сильно радіоактивний і швидко розпадається, тому детальне вивчення його хімічних властивостей ускладнене, на відміну від ксенону. Оганесон, незважаючи на його приналежність до 8 групи періодичної таблиці, може не бути інертним газом, оскільки передбачається, що за нормальних умов у силу релятивістських ефектів він знаходитиметься у твердому стані.

## Сполуки

### Сполуки ксенону

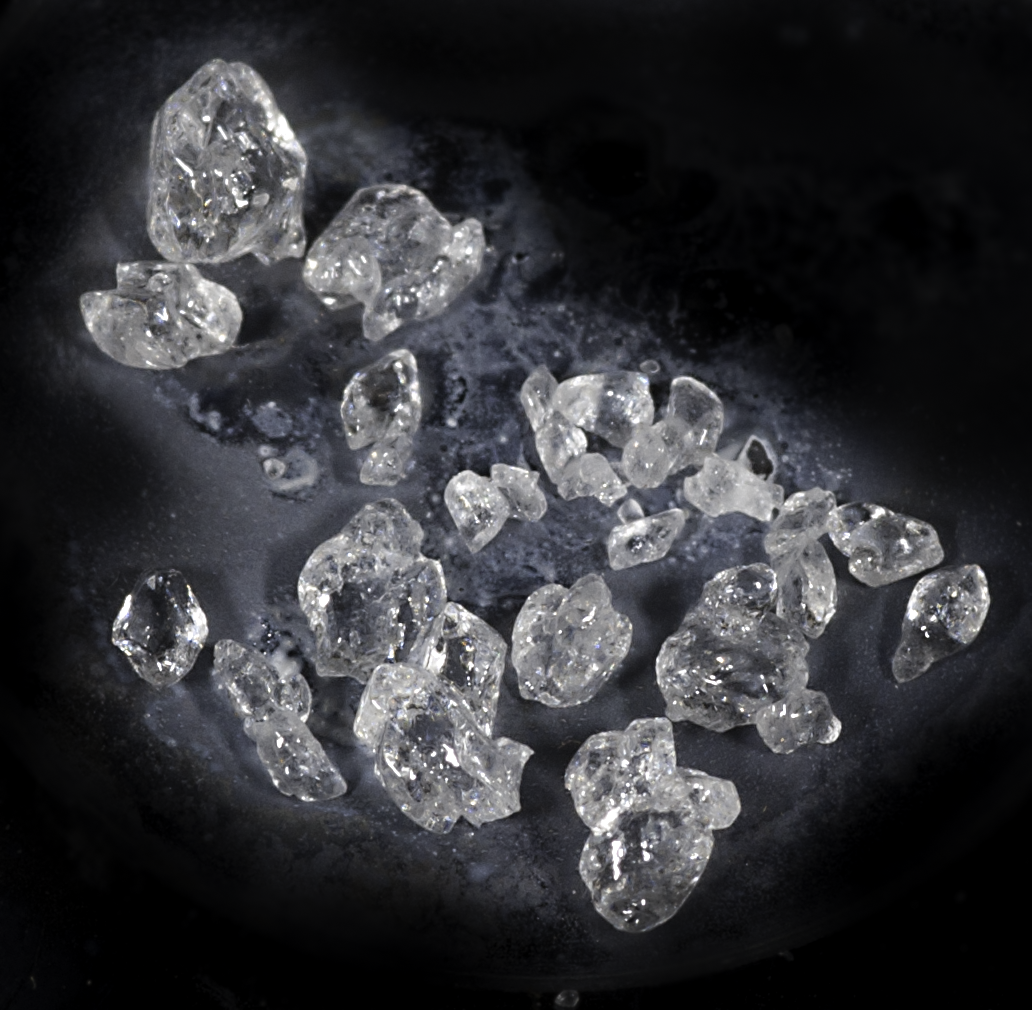
Кристали XeF_{2}

Ксенон має найбільшу кількість сполук поміж благородних газів. Найстабільнішими з них є фториди ксенону Фторид ксенону(II), Фторид ксенону(IV) та Фторид ксенону(VI), які утворюються в результаті реакції ксенону та фтору і синтезуються у різних співвідношеннях. Фторид ксенону(II) є єдиною сполукою благородного газу, яка технічно використовується в невеликих кількостях, вона служить сильним окисником і фторуючим агентом в органічній хімії.
З киснем ксенон досягає максимально можливого ступеня окислення — +8, який досягається у ксенон(VIII) оксиді та оксифториді — XeO3F2, а також у перксенатах у формі XeO4−. Крім того, Ксенон(VI)-оксид і оксифториди XeO2F2 і XeOF4 знаходяться в ступені окиснення +6, а також оксифторид XeOF2, відомий з чотиривалентним ксеноном. Усі оксиди та оксифториди ксенону нестабільні та часто вибухонебезпечні. Відомі також сполуки ксенону з азотом, хлором і вуглецем. Комплекси з такими металами, як золото або ртуть також можуть бути синтезовані в суперкислотних умовах.

### Інші сполуки благородних газів
Відома лише невелика кількість сполук інших благородних газів. Хоча сполуки радону мають бути термодинамічно подібними до сполук ксенону, їх синтез і точна характеристика надзвичайно складні через високу радіоактивність і короткий період напіврозпаду ізотопів радону. Існує підозра про існування стабільного фториду радону (II), оскільки радон більше не може бути виявлений після проходження через рідкий трифторид хлору і отже, повинен прореагувати. Якщо залишки цього розчину розчинити у воді або кислотах, то утворюються продукти розкладання кисню і фтористого водню в тому ж співвідношенні, що й у дифториду криптону або ксенону.
Усі відомі сполуки легших благородних газів є термодинамічно нестабільними, легко розкладаються і тому можуть бути синтезовані, якщо взагалі синтезовані, лише за низьких температур. Найважливішою і найстабільнішою сполукою криптону є фторид криптону (II), який є одним із найсильніших відомих окислювачів і фторуючих агентів. Фторид криптону (II) може бути отриманий безпосередньо з елементів і є вихідним продуктом для ряду інших сполук криптону.
У той час як сполуки гелію та неону все ще є лише предметом теоретичних досліджень, а розрахунки показали, що щонайбільше одну стабільну сполуку гелію (HHeF). До тепер немає доказів щодо існування окремих сполука неону. Перша сполука аргону була фактично синтезована: При фотолізі фтористого водню в матриці аргону при 7,5 K може утворитися дуже нестабільний фторид аргону, який розпадається на компоненти, як тільки дві молекули вступають у контакт або якщо температура перевищує 27 K.

## Біологічна дія
Інертні гази не отруйні. Проте атмосфера зі збільшеною концентрацією інертних газів і відповідним зниженням концентрації кисню може чинити задушливу дію на людину, аж до втрати свідомості і смерті. Відомі випадки загибелі людей при витоках аргону.
Вдихання радіоактивного радону може викликати рак.
Інертні гази мають біологічну дію, яка проявляється в їх наркотичній дії на організм і по силі цієї дії розташовуються в такому порядку (в порівнянні приведені також азот і водень): Xe — Kr — Ar — N2 — H2 — Ne — He. При цьому ксенон і криптон проявляють наркотичний ефект при нормальному барометричному тиску, аргон — при тиску понад 0,2 МПа, азот — понад 0,6 МПа, водень — понад 2,0 МПа. Наркотична дія неону і гелію в дослідах не реєструються, оскільки під тиском раніше виникають симптоми «нервового синдрому високого тиску».

## Використання

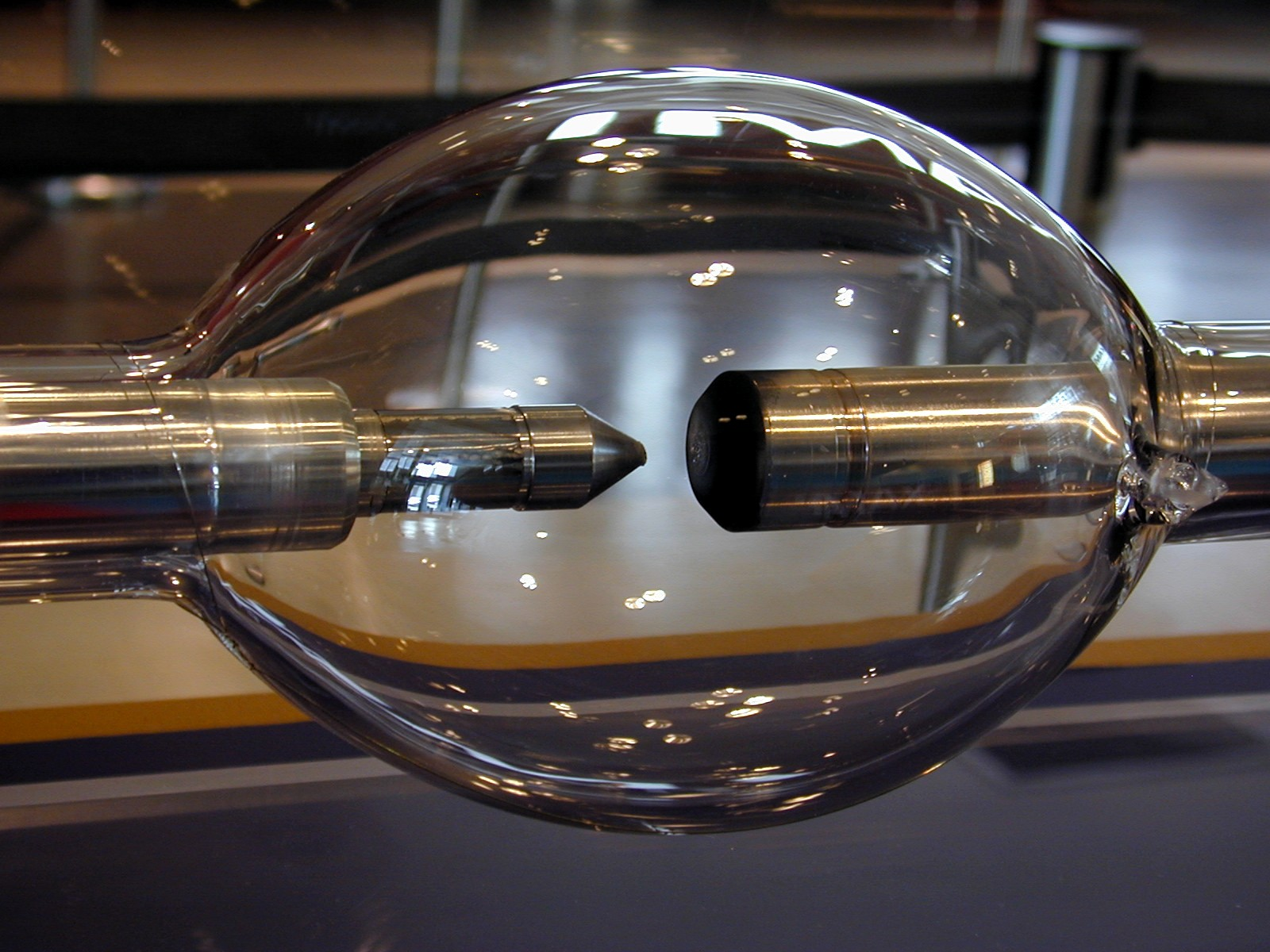
Газорозрядна ксенонова газова лампа для IMAX проектора

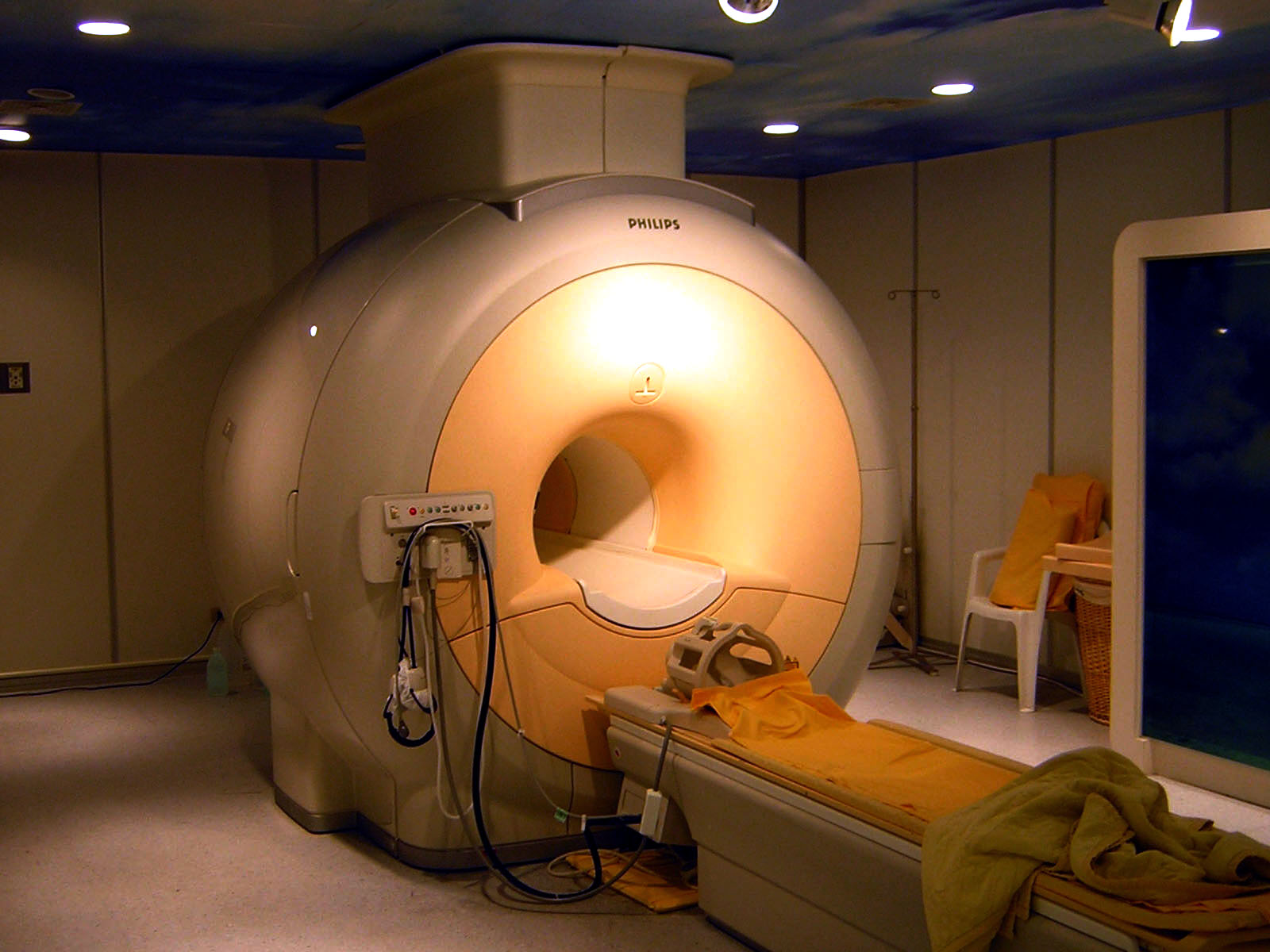
Охолоджений рідким гелієм магніт томографа МРТ

Благородні гази використовуються при явищах газових розрядів через їх низьку реакційну здатність, низьку температуру плавлення та характерні кольори свічення. Зокрема, аргон і гелій використовуються в більших масштабах, інші благородні гази можна виробляти лише в менших кількостях причому їхнє виробництво є дорогим. Низька реакційна здатність використовується при використанні в якості інертного або захисного газу, наприклад, при зварюванні в захисних газах і при виробництві певних металів, таких як титан або тантал. Аргон в основному використовується для цього, коли неможливо використовувати дешевший, але більш реакційноздатний азот.
У газових розрядах кожен благородний газ випромінює світло свого характерного кольору. Наприклад, світло, випромінюване неоном, має червоний колір, аргон — фіолетовий, а криптон або ксенон — синій. Використовується в газорозрядних лампах. Ксенон має особливе значення, оскільки спектр ксенонової газорозрядної лампи приблизно відповідає денному світлу. Тому він також використовується в автомобільних фарах і відомий як «ксенонове світло». На цьому принципі також засновані люмінесцентні лампи, їх також називають неоновими лампами на честь першого використаного світного газу неону. Навпаки, люмінесцентні лампи, відомі як «неонові трубки», використовують не інертний газ, а пари ртуті як джерело світла. Лампи розжарювання також наповнені благородними газами, часто криптоном або аргоном. У результаті ефективна швидкість випаровування нитки нижча, що забезпечує вищу температуру і, отже, кращий вихід світла.
Завдяки низьким температурам плавлення і кипіння благородні гази важливі як теплоносії. Особливу роль тут відіграє рідкий гелій, оскільки він дозволяє досягти особливо низьких температур. Це важливо, наприклад, для надпровідних магнітів, які використовуються в спектроскопії ядерного магнітного резонансу. Якщо для застосування не потрібно досягати таких низьких температур, як ті, які пропонує рідкий гелій, також можна використовувати висококиплячі благородні гази, такі як неон.

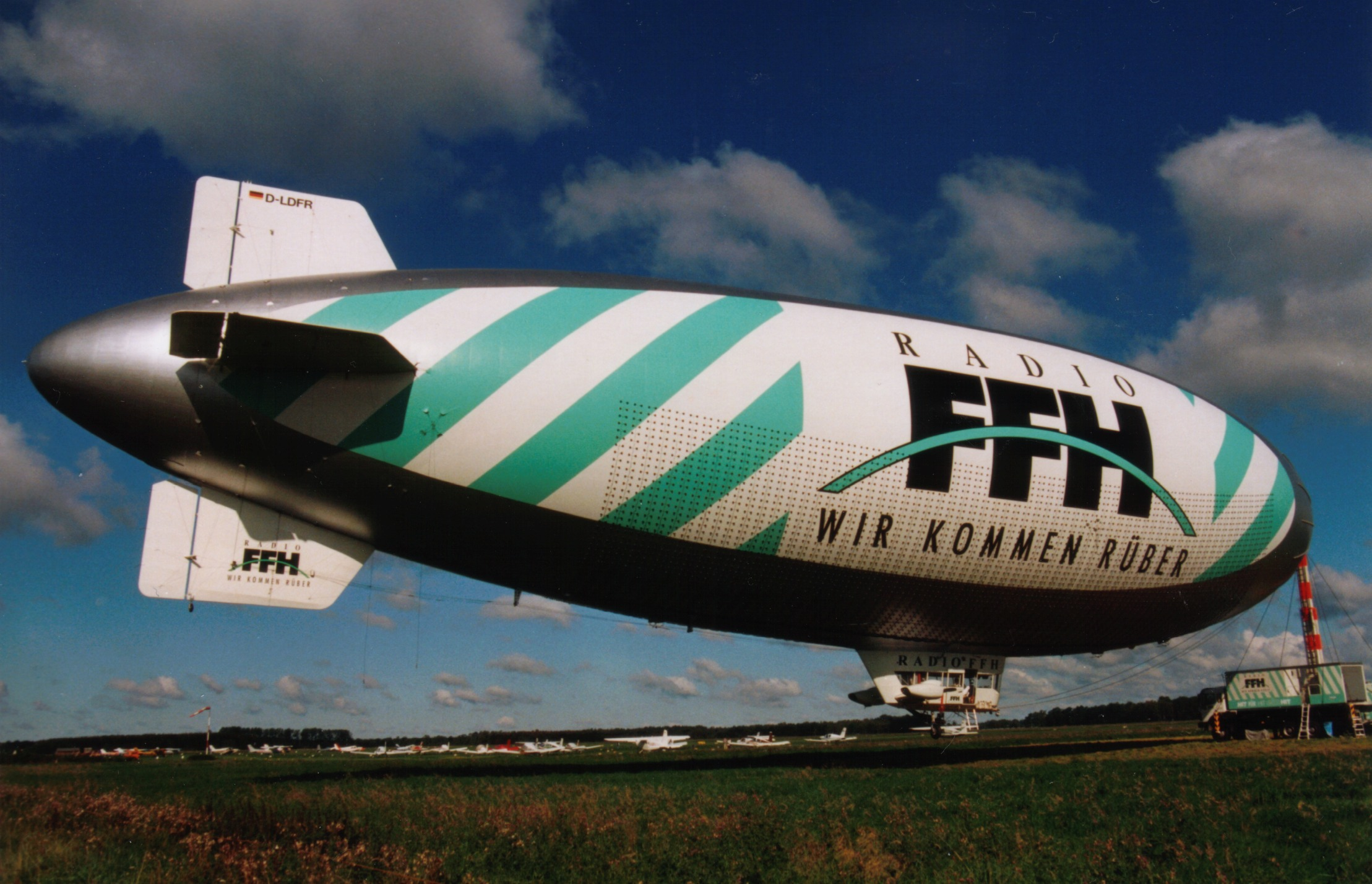
М'який дирижабль наповнений гелієм

Як і всі гази, благородні гази залежно від тиску мають наркотичну дію, блокуючи мембрани нервових клітин. Однак необхідні тиски для гелію та неону настільки високі, що їх можна досягти лише в лабораторії; необхідний тиск для неону становить 110 бар. Тому, оскільки вони не можуть викликати так званий Азотний наркоз, ці два гази використовуються в суміші з киснем («Heliox» і «Neox»), а також з киснем і азотом («Trimix») як дихальні гази під час дайвінгу. З ними можна досягти більшої глибини, ніж при використанні повітря. З іншого боку, ксенон має наркотичну дію навіть при зовнішньому тиску, тому його можна використовувати як інгаляційний анестетик замість оксиду азоту. Однак він рідко використовується через його високу ціну та низьку доступність .
Гелій є газом для наповнення та підйому газових куль і цепелінів. Крім гелію, можна також використовувати водень. Незважаючи на те, що він легший і забезпечує більше корисного навантаження, він може реагувати з киснем у повітрі та горіти. Ця небезпека не існує з неактивним гелієм.